# جنگ‌های کوبا
جنگ‌های کوبا: فیدل کاسترو، ایالات متحده و انقلاب بعدی (به انگلیسی: The Cuba Wars: Fidel Castro, the United States, and the Next Revolution)، کتابی است که در سال ۲۰۰۹ توسط دانیل پریس اریکسون نوشته شده‌است. این کتاب بر اساس دیدارهایی نوشته شده که از کوبا انجام شده و مصاحبه‌هایی که با تعدادی از مقامات در کوبا و ایالات متحده صورت گرفته‌است.
نویسنده یکی از کارشناسان ارشد در مرکز گفتگوی بین آمریکایی در واشینگتن است. این کتاب توسط انتشارات بلومزبری منتشر شده و بازتاب‌های مثبتی داشته‌است.

## کتاب
کتاب جنگ‌های کوبا بر اساس بیش از دوازده سفر به کوبا از سال ۲۰۰۱ و بیش از پنجاه مصاحبه از بازیکنان عمده در واشینگتن دی سی، هاوانا، و میامی نوشته شده‌است. این کتاب توسط انتشارات بلومزبری در سال ۲۰۰۹ به چاپ رسید.

## نویسنده
اریکسون فارغ‌التحصیل دبیرستان گریلی در مرکز کامبرلند، و کارشناس ارشد در مرکز گفتگوی بین آمریکایی در واشینگتن است. او قبلاً یک پژوهشگر در دانشکده بازرگانی هاروارد و یک محقق فولبرایت در روابط بین ایالات متحده و مکزیک بوده‌است. او نویسنده بیش از پنجاه مقاله علمی و نظریه در مورد امور جاری در نیمکره غربی بوده‌است.

## از نگاه دیگران
- این کتاب به دلیل دیدگاه‌های قابل توجهی که در مورد کوبا بعد از فیدل کاسترو ارائه کرده‌است توسط مجله کتابخانه به شدت توصیه می‌شود.
- جورج دومیمگز از دانشگاه هاروارد این کتاب را بخاطر «داستان‌های جذابی که نشان دهنده نمایش‌های غم‌انگیز بزرگ است» ستایش کرده‌است.
- ریوردان روت از دانشکده مطالعات پیشرفته بین‌المللی دانشگاه جانز هاپکینز می‌گوید: «سیاستمداران عاقل، کتاب راهنمای اریکسون را به عنوان راهنمایی برای آینده مورد استفاده قرار می‌دهند .»[۲]